# يان هيرنغ
يان هيرنغ (بالإنجليزية: Ian Herring)‏ (14 فبراير 1984 في المملكة المتحدة - ) هو لاعب كرة قدم بريطاني في مركز الوسط. لعب مع سويندون تاون وفوريست غرين ونورثويتش فيكتوريا ونادي سالزبري سيتي وEastleigh F.C. ‏ وتشبنهام تاون ونادي هانجرفورد تاون.

## وصلات خارجية
- يان هيرنغ على موقع قاعدة بيانات كرة القدم.إي يو (الإنجليزية)
- يان هيرنغ على موقع Soccerbase.com (لاعب) (الإنجليزية)